# Dennis the Menace: Dinosaur Hunter
Dennis the Menace: Dinosaur Hunter (no Brasil: As Novas Aventuras de Dennis, o Pimentinha) é um telefilme dirigido por Doug Rogers, em formato live-action baseada na tira de jornal Dennis, o Pimentinha. Foi estrelado por Victor DiMattia como Dennis e William Windom como Sr. Wilson.
Estreou na televisão em 1987, mas não foi lançado oficialmente de outra forma até 1993, devido à popularidade do filme homônimo.

## Enredo
O endiabrado Pimentinha encontra um osso de dinossauro no quintal. Acreditando que a localidade é um importante sítio paleontológico, o Dr. Robert, cientista amigo de seu pai, inicia escavação, levando a vizinhança às raias do desespero. 